# Rocky Mountain News
Cet article possède un paronyme, voir Mountain News.
Le Rocky Mountain News est le premier journal fondé dans l’État du Colorado, aux États-Unis, où il a ensuite été publié pendant un siècle et demi, sur un rythme quotidien.

## Histoire
William Byers (1831 – 1903) a produit la première édition du journal à Denver, au bord du Cherry Creek, le 23 avril 1859, en pleine Ruée vers l'or de Pikes Peak, peu de temps après avoir été l’un des fondateurs de la ville d’Omaha, dans le Nebraska. Avec son ami J. H. Kellom, il est l'auteur d'un manuel pratique des chercheurs d'or. Ils ont emmené avec eux du matériel d'impression de la Bellevue Gazette et travaillent avec Robert W. Furnas, un ancien du Nebraska Advertiser. L'équipe du journal intègre aussi John L. Daileyalong, George Monell et Thomas Gibson.
Environ 20 minutes après la publication du premier numéro, un journal rival, le Cherry Creek Pioneer fait paraître à son tour le sien. Il sera revendu immédiatement au Rocky Mountain News.
Un mois après sa création, le journal raconte l'une des premières découvertes importantes d'or à Denver, qui n'est même pas encore un village. John Gregory a lui-même raconté dans le Rocky Mountain News son aventure après avoir été interviewé par les journalistes William Byers et Thomas Gibson le 19 mai 1859. En 24 heures, la population du site passe de 17 à 150 personnes.
Le fondateur du journal devient une personnalité locale. Sportif accompli, il fait aussi fortune. En 1863, l'artiste-peintre Albert Bierstadt demande à Byers de servir de guide, pour une expédition d'Idaho Springs, vers le sommet du Mont Evans, qui sera d'abord appelé Mont Bierstadt puis Mont Rosalie. En 1863 également, William Byers rachète les Hot Sulphur Springs à une femme sioux, ce qui déclenche des poursuites judiciaires des vrais propriétaires, la tribu Ute. Byers veut en faire une "petite suisse américaine", projet qui n'aboutira jamais, le chemin de fer refusant d'y aller en 1928. 
Première ville du Colorado, Central City et ses chercheurs d'or offre matière à la couverture des faits divers. Au cours de la seule année 1861, la police comptabilise 217 combats à mains nues, 97 au révolver, et 11 au couteau. 
En 1883, le Rocky Mountain News lance une campagne contre la corruption et le crime à Denver. Il vise en particulier Jefferson Randolph Smith (1860 – 1898), alias "Soapy" Smith, un escroc propriétaire du "Trivoli Club", un saloon et d'un "marché boursier des choses sûres" lui permettant de plumer les épargnants. Le rédacteur en chef John Arkins est blessé à coups de canne par ce dernier, qui l'accuse d'avoir causé du tort à sa femme et ses enfants.
Le Rocky Mountain News est racheté en 1926 par l'empire de presse Scripps-Howard. Avec son concurrent, le Denver Post, il offre des bons d'essence dans l'espoir de gagner des lecteurs et se retrouve au bord de la faillite dans les années 1940, lorsqu'un nouveau rédacteur en chef, Jack Foster convainc la famille Scripps de passer au format tabloïd.
Le journal connait des difficultés financières depuis plusieurs années lorsqu'en 2001, il prend la décision de partager ses services de publicité et d'impression avec son concurrent, le Denver Post. En 2008, il a annoncé un déficit de 16 millions de dollars, puis, devant l'impossibilité de trouver un repreneur, le journal a dû fermer ses portes en janvier 2009, à deux mois de son 150e anniversaire.
Une de ses photographes, Janet Reeves obtient le Prix Pulitzer en 2000.